# La Haye-le-Comte
La Haye-le-Comte är en kommun i departementet Eure i regionen Normandie i norra Frankrike. Kommunen ligger i kantonen Louviers-Sud som tillhör arrondissementet Les Andelys. År 2022 hade La Haye-le-Comte 145 invånare.

## Befolkningsutveckling
Antalet invånare i kommunen La Haye-le-Comte
Referens:INSEE